# Unione per la Tunisia
L'Unione per la Tunisia (in arabo الاتحاد من أجل تونس‎?, al-Ittiḥād min ajl Tūnus, in francese Union pour la Tunisie) è una coalizione elettorale fondata in Tunisia nel 2013. Ad essa aderiscono:
- Appello della Tunisia (Nida' Tunus);
- Via Social Democratica (al-Masār al-Dīmuqrāṭī al-Ijtimāʿī, francesizzato in Voie Démocratique et Sociale);
- Partito del Lavoro Patriottico e Democratico;
- Partito socialista.

La coalizione aderisce al raggruppamento del Fronte di Salvezza Nazionale.